# Ethel Catherwood

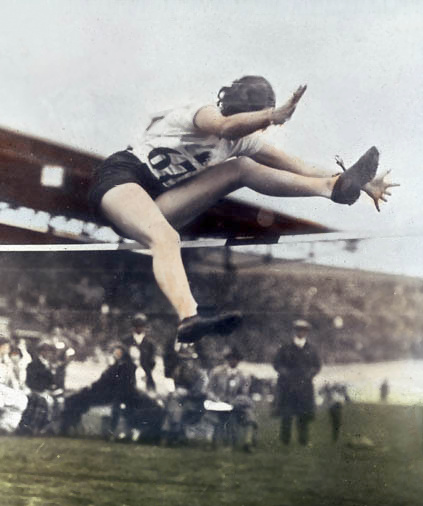
En los Juegos Olímpicos de 1928.

Ethel Mary Catherwood (Hannah, Dakota del Norte, Estados Unidos, 28 de abril de 1908-Grass Valley, California, 26 de septiembre de 1987) fue una atleta canadiense, primera campeona olímpica en salto de altura.

## Biografía
Nacida en Hannah, una aldea de Dakota del Norte situada a 3 km de la frontera con Canadá, Ethel Catherwood fue criada y educada en Saskatoon, Saskatchewan, Canadá. Destacó en béisbol, baloncesto y atletismo. En 1926, cuando era estudiante en el Colegio Bedford Road Collegiate, igualó el récord canadiense de salto de altura en los campeonatos de Saskatoon. Un año después consiguió el récord mundial con un salto de 1,58 m. En 1928 llega a ser una de las Matchless Six, nombre por el que se conoce al grupo de 6 mujeres que componían el equipo femenino de Canadá que compitió en los Juegos Olímpicos de Ámsterdam, los primeros que permitieron participar a mujeres en pruebas de atletismo. Catherwood ganó la medalla de oro en salto de altura, realizando un salto de 1,59 metros (5,2 pies) y estableciendo así la primera marca olímpica en esa disciplina. Todos estos saltos eran ejecutados "en tijeras", estilo que utilizaban la mayoría de especialistas de esta prueba.
Durante los juegos hubo un énfasis considerable en sus atributos físicos, los periodistas le pusieron el apodo de El Lirio de Saskatoon. A su vez, un corresponsal de New York Times la calificó como "la atleta más bella" de los Juegos Olímpicos de 1928. Más allá de ser una cara bonita, Ethel Catherwood consiguió logros importantes como ser la primera medalla de oro del mundo en salto de altura femenina y la única atleta canadiense que ha ganado una medalla de oro individual en un evento de atletismo olímpico.
Catherwood también ganó títulos nacionales en lanzamiento de jabalina, pero esta disciplina no se convirtió en olímpica hasta el año 1932, mientras que ella se retiró de las competiciones el año anterior. A su regreso a Canadá se le ofreció un contrato para hacer una película, pero declinó la oferta. Se inscribió en un curso de comercio, se casó y se trasladó a California.
En 1955, fue incluida en el Salón de la Fama de Deportes de Canadá, en 1966 en el Salón de la Fama de Deportes de Saskatchewan, y en 1986 en el Salón de la Fama de Deportes de Saskatoon.
Catherwood tuvo una vida enigmática. Después de los Juegos Olímpicos, donde fue agasajada como la belleza de los juegos, estuvo envuelta en escándalos. Su matrimonio secreto y divorcio rápido en Reno con James McLaren, y más tarde su matrimonio con Byron Mitchell (de quien se divorció en 1960), tenían a la prensa detrás de cada movimiento suyo. Ella se negó a dar entrevistas , incluso se considera que intentó entrar en el equipo olímpico de Estados Unidos en 1932. Murió en California el 26 de septiembre de 1987.